# Стара скопска чаршија
Стара скопска чаршија (тур. Üsküp Çarşısı, алб. Çarshia e Vjetër) је највећа чаршија на Балкану ван Истанбула и налази се у Скопљу, Северна Македонија. Скопска чаршија је привредни, културни и историјски део Скопља и једна од највећих атракција града. Смештена је на подручју од Душановог моста до Бит-пазара, те од тврђаве Кале до реке Сераве. Према административној подели града, чаршија се налази на подручју општина Чаир и Центар.
Стара скопска чаршија је била трговачки центар још од 12. века. Постоје и наводи о томе да су трговци из Дубровника и Венеције почели да је граде. У време турске владавине Скопљем, место је нагло порасло и постало највећи трговачки део града, у којем се поред продавница налазило око 30 џамија, бројне палате и пансиони, као и други турски споменици. Скопска атракција је претрпела велику штету у земљотресима 1555. године, пожару који се догодио 1689. године, те два светска рата, након чега је реновирана више пута. Чаршија је огромну штету претрпела и у земљотресу из 1963. године. Међутим, и поред много нанетих штета, чаршија представља јединствен споменик културе у Северној Македонији, на ком се препознаје наслеђе многих култура и цивилизација које су учествовале у њеном стварању.
Чаршијом преовладава османска архитектура, иако се могу наћи и значајни остаци византијске, а у последње време и примена модерне архитектуре. Многе зграде које су некада служиле као преноћишта за трговачке путнике или хамами за намеснике и управнике града, данас се користе као места за одржавање културних догађаја. На простору данашње чаршије и њеној околини налази се још неколико џамија, маузолеј, две цркве и сат-кула, а у другој половини 20. века изграђене су зграде које чине Музеј Македоније и зграду Музеја савремене уметности. О развоју чаршије у историји, њеној културној вредности, као и о занатима који су били распрострањени у области, сведоче предмети изложени у Музеју старе скопске чаршије, који се налази у оквиру Сули хана.
Закон о Старој скопској чаршији, Собрање Републике Северне Македоније донело је 13. октобра 2008. године, а чаршија је проглашена културном баштином од посебног значаја и од тада је под сталном заштитом државе. Почетком 2010. године започето је спровођење петогодишњег програма за ревитализацију чаршије, који има за циљ да обнови објекте, подржи занате, као и остварење привредног и културног развоја на подручју чаршије.

## Историја

### Стари век
Најстарији археолошки налази откривени на тврђави Кале указују да је околина била насељена још од 4. века п. н. е., а први историјски подаци указују на то да први који су се населили на ово подручје су били Пајонци у 6. веку п. н. е.
Након што су Римљани завладали Скупијом, почела је изградња храмова, јавних купатила и позоришта, а град је постао важан верски и културни центар у Римском царству, што је допринело развоју области данашње чаршије.
Године 518, Скупи је уништио катастрофални земљотрес, те је доласком Јустинијана на власт саграђена нова престоница, даље од подручја уништеног града. Међутим, да би заштитио становништво које је напустило град и населило се на брду, од великих камених блокова узетих из порушеног града Скупија, цар Јустинијан је подигао утврђење, данашње Скопско кале.
Са настанком Самуиловог царства, Скопље је добило стратешки, политички, економски и културни значај, а простор око тврђаве у Скопљу је био ојачан изградњом зидова како би се очувало градско благо. У време цара Самуила, на бедемима је изграђена и велика градска порта, касније позната као „Капија ка водоторњу“, која је служила за одбрану од напада византијског цара Василија II из 1001. године.

### Средњи век

#### Византијска власт
Након пада Самуиловог царства под византијску власт 1018. године, цар Василије II прогласио је Скопље седиштем теме, административне јединице у Византијском царству, те црквеним седиштем, које је предводио епископ који је биран на сваке четири године. После смрти Василија, његов наследник, Роман III, предузео је мере да се обнови манастир Светог Георгија, који се, према повељи из 1300. године српског краља Стефана Уроша II Милутина налазио на реци Серави, на брду „Богородица“, илити месту где се данас налази Султан-муратова џамија. Манастир је био један од најбогатијих и најугледнијих манастира на Балкану у то време.
Према сачуваној Богородичиној повељи из 1277. године, цар је дао сагласност да манастир Светог Георгија организује годишњи сајам због празника Ваведења Пресвете Богородице 21. новембра сваке године, уз право наплате одређених трошкова за његово одржавање, као и недељног пазара сваког петка, а касније и уторка. Ови догађаји су организовани у периоду од 1028. до 1034. године, на простору манастирске ливаде, која се налазила на спољашњој страни тадашњег скопског подграђа Доленграда, дуж десне обале реке Сераве, односно на месту где се данас налази Бит-пазар.
Са доласком на власт династије Комнина почетком 12. века, град је био спасен од сталних војних претњи, а у овом релативно мирном периоду забележен је и значајан развој. Око Доленграда изграђени су одбрамбени зидови и куле, а саграђени су и бројни манастири и цркве. Након изградње зидова, простор на којем је одржаван сајам нашао се одмах испод њих, поред северне капије из које се излази на пут ка Цариграду. Снажан раст трговине допринео је да се град прочује као важан трговачки центар, а нагло ширење трговинских односа је обележено присуством дубровачких и млетачких трговаца на сајму, као и на недељном пазару.
У својој књизи „Стара скопска чаршија“ Коста Балабанов наводи да продавци нису могли продати све производе у једном дану, што је изазвало потребу да остану преко ноћи, те су почели то да чине на манастирској ливади. Међутим, управа манастира, која је управљала простором, имала је право да наплати коришћење истог, а није дозвољавала подизање сталне структуре. Због тога, неки трговци су своје уточиште нашли у унутрашњости бедема Доленграда, чије су се капије затварале ноћу. Временом, почело је постепено насељавање унутар града, почевши од севера града, па све до јужне порте. Крајем 12. века, подигнута је стална просторија за складиштење робе, уведене су накнаде за коришћење дела градског земљишта и почело се са продајом добара из овог региона, не само на дневној пијаци, већ и после ње, што је практично створило трговачки простор који се развио у данашњу чаршију.
Током 13. века, пословни простор је наставио да расте, иако се град поново нашао на мапи војних сукоба, освајања и разбојништава. Број продавница је почео да расте, а област чаршије је проширена широм северне порте, унутар Доленграда и око цркве Пресвете Богородице.
Упркос сталним војним сукобима у Скопљу, у том периоду град је добио свој први трговачки центар, трговачко-занатску конструкцију, која је у то време била једна од највећих и најскупљих на Балкану. Ова зграда је била смештена у јужном делу Доленграда, дуж бедема који пролази поред канала са водом и коритâ река Вардар и Лепенац. Конструкција је имала петнаест издужених лукова, под којима се налазио простор површине 1.200 m2. Њени последњи остаци уништени су у првој половини 20. века, а потпуна конструкција приказана је на гравури холандског графичког уметника Јакобуса Хаверина из 1594. године, а објављена у Нирнбергу.

#### Српска власт
Године 1282, српски краљ Стефан Урош II Милутин освојио је Скопље, град је постао део Рашке, а касније и средњовековне српске државе. Овај период карактерише изградња бројних цркава, манастира и двораца у граду и око њега. Током боравка у Скопљу 1299. и 1300. године, византијски изасланик Теодор Метохит записао је да поред Горенграда, постоји и Доленград, који је заштићен зидовима. Као најсветлији период српске владавине сматра се време владавине Стефана Душана, који је 1345. године Скопље прогласио главним градом своје земље, а следеће године у њему је и крунисан за цара Срба и Грка. У његово време, чаршија се није спомињала као посебан тржни центар, већ се читав град наводи као главно трговачко место са развијеним занатима, у којима су посебну улогу имали дубровачки и венецијански трговци. Према Стојану Новаковићу и Гедеону Јуришићу, за време владавине цара Душана подигнут је и Куршумли хан, који је служио као војна касарна. Штавише, неки историчари сматрају да се на локалитету данашње Султан-муратове џамије налазила Душанова царска палата.
После смрти Стефана Душана, град је био под српском влашћу све до 1392. године, када га је Вук Бранковић предао Турцима, те је град ушао у састав Османског царства.

### Османлијска власт
Скопска чаршија је у свом историјском развоју претрпела значајну штету од великих пожара, земљотреса и поплава, који су оставили дубоке трагове на изгледу чаршије. Скопље је у то време било најразвијенији турски град од Београда до Солуна, те уједно и жариште великих сукоба. Аустроугарски генерал Пиколомини, пошто је опљачкао град, дао га је спалити 16. октобра 1689. године. Како су зграде биле махом од дрвене грађе, пожар је направио праву пустош. У наредна два века, од развијене чаршије остало је свега пар продавница. У другој половини 19. века чаршија је почела да се опоравља, али 1908. године опет је страдала као жртва пожара.

#### Петнаести век
Када су Османлије освојили Скопље, почело је убрзано мењање етничког састава становништва у граду. Такође, богатство са којим су располагале локалне цркве, манастири, као и само становништво прелази у руке Турака. Град је претворен у војно упориште, а око његових граница изграђени су величанствени објекти верског карактера, који су значајно изменили архитектуру града.
На простору Доленграда и средњовековне чаршије, почела је изградња великог броја капиталних и сакралних објеката који су постали веома потребни, како би се задовољиле потребе муслиманског становништва. Тако је на темељима ондашњих цркава почела изградња џамијâ, а убрзо је почела градња и разних других објеката привредног карактера. Чак и у првим деценијама 15. века, освајач града, паша Јигит бег, на месту на којем се налазила црква, изградио је џамију.
Главне промене у архитектонском карактеру чаршије догодиле су се током другог намесништва турског намесника у Скопљу, Исхак бега, и у време његовог сина, Иса бега. На темељима манастира Светог Георгија Исхак-бег је започео изградњу Султан-муратове џамије, чија је изградња завршена 1436. године. Године 1438, на простору манастирске ливаде започета је изградња Исхак-бегове џамије, познатије као Шарена џамија, у оквиру које је изграђено и турбе где је бег сахрањен. После његове смрти, почев од 1445, те све до 1469. године, његов син и наследник, Иса-бег, изградио је бројне објекте на подручју чаршије, који су били неопходни за привредни развој града. Тако су, у његово време, изграђени безистан, Чифте хамам, каравансарај Сули хан и конак Капан хан. После смрти Иса-бега, на његову жељу изграђена је Иса-бегова џамија (1475. године), касније Хаџи-касамова џамија (од 1489. до 1490. године), те Мустафа-пашина џамија (1492. године).
У периоду од 1489. до 1497. године, познати донатор, Даут-паша уложио је новац у изградњу више објеката у чаршији, међу којима је најпознатији Даут-пашин хамам. У исто време, као подршка великим џамијама изграђени су имарети, односно јавне кухиње у којима се припремала и сервирала храна за бескућнике и путнике који су остали у граду.

#### Шеснаести и седамнаести век
Током 16. и 17. века чаршија је достигла свој урбани и економски врхунац, развивши се у једну од највећих оријенталних чаршија на Балкану, а наставио се и убрзани развој трговине, као и изградња нових продавница и објеката. Године 1504, у близини чаршије, Јахја-паша је изградио џамију, која данас у његову част је позната као Јахја-пашина џамија. Значајно у том периоду што се догодило је настајање неколико мањих базара, у зависности од заната који су били заступљени у том делу града. Тако су се у то време на површини чаршије налазили кожарско-ћурчијски, казанџијски, железарски, платнарски, кујунџијски, као и мањи базари. Поред тога, у чаршији је почела да ради и ноћна стража, која је за чување продавница наплаћивала 12 акчи.
Каравансарај Куршумли хан је обновљен средином века, а 1543. године почела је обнова цркве светог Спаса, која је била први хришћански објекат чију су обнову Турци одобрили. Снажан земљотрес који је погодио Скопље 1555. године, проузроковао је штету у чаршији, али град се брзо опоравио и наставио несметано са развојем трговине. Значајну улогу у томе имали су многи трговци који су посетили чаршију како би започели свој бизнис. Највише се у чаршији трговало захваљујући утицајним јеврејским продавцима, као и дубровачким.
Друга половина 16. века обележена је изградњом сат куле 1572. године, која је подигнута у дворишту џамије султан-Мурат и убрзо је постала заштитни знак града.
Имајући у виду чињеницу да је Скопље прерасло у значајан и развијени трговачки град у европском делу Османлијског царства током 17. века, стално су га посећивали трговци и путници, који су бележили и описивали распоред чаршије и начин на који је трговина спроведена у њој. Један од њих је био чувени османлијски путописац, Евлија Челебија, који је посетио град два пута у периоду од 1660. до 1668. године, а током своје прве посете чаршију је описао следећим речима:
| „ | Чаршија има 2.150 продавница. Постоје тргови и пијаце, са сводовима и куполама. Од свих базара најбољи су: платнарски, амрелџијски, папучарски, бојаџијски и клобучарски. То су велики базари изграђени према плану. Стазе су чисте и покалдрмисане. Свака продавница је украшена зумбулима, љубичицама, ружама, босиљком, јоргованима и љиљанима у вазама и саксијама. Цвеће својим мирисом просто опија мозак посетилаца и трговаца. Постоје многи образовани и поштени људи. Током летњих жега скопска чаршија личи на сенке Багдада, јер су све продавнице наткривене са ролетнама и луковима, као у Сарајеву и Алепу. | ” |

Енглески лекар и писац Едвард Браун, који је посетио град 1669. године, био је импресиониран чаршијским оловним крововима, те је записао да су неке улице биле покривене даскама и попуњене разним занатским радњама. Такође, напоменуо је да су из Скопља у том периоду извожени разни производи, попут вуне, воска, дувана, тканина, свила, сребра и разних других украса.
Међутим, развој чаршије и владавина мира били су прекинути након повлачења турске војске после неуспешне опсаде Беча 1683. године. Град су заузели аустријски војници на челу са генералом Пиколоминијем. Генерал Пиколомини, пошто је опљачкао град, спалио га је 16. октобра 1689. године. Како су зграде биле махом од дрвене грађе, пожар је направио праву пустош, а све што је остало било је неколико џамија и хамама.

#### Осамнаести и деветнаести век
После великог оштећења у пожару из 1689. године, чаршија је реновирана током читавог 18. века. Њен нови развој био је отежан због економског слабљења Османског царства, али и због велике епидемије куге, као и других заразних болести.
Увођењем реформи у првој половини 19. века, створени су бољи економски услови за развој чаршије. Уочена је потреба за развијеном занатском производњом, те су уведене мере за заштиту занатлија, које су директно утицале на убрзани развој чаршије. Истовремено, у град се настанило македонско хришћанско становништво из околних села. Осим тога, повећан је број македонских занатлија и трговаца, који су имали главну улогу у изградњи и обнови цркава око пијаце откако је Мехмед II Освајач одобрио да хришћански верници могу да граде цркве на територији царства. Тако је, на пример, црква светог Димитрија обнављана неколико пута у току 19. века, док је данашњи изглед добила тек реконструкцијом из 1896. године. Са друге стране, јеврејско становништво је обновило синагогу Бет Јаков.
Промене у овом периоду у потпуности су измениле изглед чаршије, понајвише због константне изградње нових продавница и објеката. Средином века, употребом модерног архитектонског стила, чаршија је полако почела да губи оријентални облик. Многе зграде су биле у стилу старе македонске архитектуре, али и са елементима еклектицизма и барока. Простор од Даут-пашиног амама до Бит-пазара био је попуњен продавницама, хановима и амамима, а улицама су се кретали трговци из многих земаља. У то време, српски политичар и историчар Стојан Новаковић чаршију је описао следећим речима:
| „ | ...у уским и кривим улицама са много трговинско-занатских радњи и продавница. Улице су покривене даскама, а продавнице засторима... Чаршија је дугачка и има више попречних улица, такође прекривених даскама... | ” |

Према записима многих путника који су посетили чаршију у другој половини 19. века, успешно су радили од 50 до 90 различитих врста заната, здружени у еснафе, те подељени и одвојени у мање базаре у оквиру јединствене Старе скопске чаршије. То је допринело да Скопље поново постане важан трговачки центар, не само на Балканском полуострву, већ и у Османском царству. У свом путопису из 1896. године, Виктор Рерар је написао:
| „ | Велике азијске чаршије, оне у Бурси, Алепу и Дамаску, у поређењу са чаршијом у Скопљу су само бледа и банална турска знамења. | ” |

### Чаршија од 20. века до данас
Почетак 20. века обележен је бројним немирима и ратовима, као и великим променама у економском животу, изазваним експанзијом капиталистичких друштвених односа и развојем градских насеља. Током Првог светског рата проузрокована је штета у чаршији, а пар година након рата забележен је њен развој, за који су првенствено заслужни опоравак трговине и поправка занатских објеката. У то време, чаршија се територијално проширила преко Душановог моста, на десној обали реке Вардар, те све до железничке станице.
Појава Велике економске кризе у свету у раним тридесетим годинама 20. века одразила се и на трговину у чаршији. Дошло је до раслојавања и осиромашења заната, те повећања незапослености и задужености. Овоме сведочи репортажа Љубе Стојовића за новине „Вардар“ из 1934. године, у којој наглашава монотонију и досаду у чаршији, те како трговци моле људе да нешто купе. Такође је споменуо и запуштени Безистан, који је затворен као тврђава, те изнајмљиван.
Током Другог светског рата, чаршија је постала економски мртва, а коришћена је за потребе НОБ-а у Вардарској Македонији. Чаршија је била припремљена за илегалне акције, те је служила као уточиште за припаднике Ослободилачког рата. Близу Шарене џамије налазила се кућа у којој су се од 1942. до 1944. године састајали и боравили чланови Регионалног комитета КПЈ за Македонију, те оперативни штаб. У непосредној близини Каменог моста, на месту данашње Комерцијалне банке, постојала је кућа у којој се налазила прва радионица илегалног оружја, муниције и диверзантског материјала.
Период рата је време у коме је изазвана огромна штета и губитак у самој чаршији, али и њеној околини. Чаршија је остала без свог јеврејског становништва, чија је депортација у концентрациони логор Треблинка започела 11. марта 1943. године. Исте године, бугарске фашистичке власти опљачкале су и запалиле цркву св. Богородице, која се налазила у непосредној близини чаршије, а за време бомбардовања Скопља уништена је и Јигит-пашина џамија. До темеља је срушена синагога Бет Јаков. Бугарске власти су демонтирале иконостас у цркви светог Спаса, са намером да га ставе у трезор Народне банке, али након рата враћен је у цркву.
Након Другог светског рата подручје чаршије поново се претворило у велики тржни центар у граду. У том периоду, под руководством Завода за заштиту споменика и културе, започето је прво систематско истраживање и проучавање чаршије као споменика од непроцењиве вредности, које је имало за циљ да пронађе начине за његову даљу заштиту.
Дана 26. јула 1963. године, снажним земљотресом који је погодио Скопље, много продавница потпуно је уништено. Од културно-историјских споменика, готово у потпуности су уништени Сули хан, Капан хан, џамије Арас и Казанџилер, те Ђуличер хамам. Делимично разрушени били су Чифте хамам, Куршумли хан, црква Светог Спаса, Безистан, џамија Ћосе Кади и Султан-муратова џамија.
Обнова срушене чаршије настављена је након земљотреса, али овог пута са применом савремених грађевинских материјала. У раним седамдесетим годинама обновљене су водоводне и канализационе мреже, а урађено је и поплочавање улица око пијаце, те уклањање турске калдрме. У том периоду, такође је изграђен и мост преко булевара са именом Гоцета Делчева, чиме су повезани одсечени делови чаршије. Убрзо након тога, почела је обнова скоро потпуно уништених Капан хана и Сули хана, након чега су обновљени и други културни и историјски споменици који су претрпели штету у земљотресу. Осим тога, неке зграде су посвећене култури и уметности, а изграђене су и нове, као што је група зграда у оквиру Музеја Македоније и Музеја савремене уметности.
У новембру 2006. године, у чаршији је подигнут споменик Скендербегу. Тадашњи премијер Македоније, Никола Груевски, изјавио је 2010. године да је Стара скопска чаршија укључена у пројекат „Скопље 2014“, наговештавајући почетак пројекта за ревитализацију и заштиту чаршије. Непосредно испред споменика Скендербегу, код Булевара „Гоце Делчев“ и поред моста који повезује Даут пашин хамам и цркву св. Димитрија са остатком чаршије, дана 17. јануара 2012. године постављен је камен темељац за изградњу трга „Скендербег“.

## Границе и административна подела
Чаршија није имала јасно дефинисане границе све до доношења Закона о Старој скопској чаршији 2008. године. Законом су детаљно дефинисане границе чаршије на све четири стране света, успостављена је површина унутар граница, као и њене географске координате. Такође, чаршија је подељена и на три контакт зоне, чија је укупна површина већа од простора којим је ограничена. Према административној подели града, чаршија се налази на подручју општинâ Чаир и Центар.
Поред претходно наведене административне поделе, Стара скопска чаршија припада групи „сложених чаршија“ средњовековно-оријенталног карактера, што указује на постојање једне или две главне улице које су пресечене разним занатским улицама, које се надовезују на њих. Најстарији пут који је прошао кроз чаршију је „Царски пут“. Започињао је од Душановог моста, настављао поред Јеврејског насеља, пролазио покрај несталог монументалног Каравансараја, ливнице за новац, Даут-пашиног хамама и настављао кроз чаршију. Данас, ова траса је пресечена Булеваром „Гоце Делчев“, а тачка пресека се сматра за улаз на чаршију. Велику улогу за данашњи изглед и обим чаршије има процес контролисане и неконтролисане урбанизације. Објекти који се налазе у чаршији груписани су у више од педесет градских блокова, а притом је очувана аутентичност уличне мреже. Међутим, неки делови су значајно промењени у односу на време пре катастрофалног земљотреса из 1963. године, а измењена је и аутентичност неких објеката, што је озбиљно утицало на изобличење основног изгледа чаршије. Промене се јављају и у погледу функције чаршије, те тако њена данашња функција се огледа према општим привредним и економским условима.

## Занатство
Највећи процват заната у чаршији је био током 19. века, а на крају столећа простор је подељен на основу еснафске поделе међу занатима. Према томе, један или група мањих сродних занатлија заступљених у улици или блоку, стварали су неколико мањих базара. Тако, један од највећих базара био је Бакалски базар, који се простирао од Покривеног базара све до Београдске улице. У оквиру Покривеног базара налазио се и Кафтанџијски базар, чији је еснаф био највећи, а занат најважнији у Скопљу у том периоду. Кафтанџијски базар је био један од најстаријих базара у граду уопште. Наспрам Куршумли хана налазио се Железарски базар, на који се надовезивао Опанчарски. Туфекџијски базар се надовезивао на Казанџијски који је био смештен у улици Караорман, а унутар ова два смештен је и Ибрикџијски. На простору чаршије постојали су још Јорганџијски и Ковачки базар; Ћурчијски, који се налазио у близини Ћурчи хана; Чибукџијски, који је био поред Казанџијског и Папуџијског базара и који су се налазили јужно од Капан хана.
Изучавање заната у то време било је тесно повезано са друштвеним статусом занатлија и од функције у еснафској организацији. Временски период учења заната је био од 5 до 10 година, а понекад је то трајало и дуже, што је зависило од специфичности заната којег треба савладати. Започињањем изучавања заната, мајстор је морао својим ученицима да обезбеди потребан алат за рад. Познато је да сваки занатлија морао да обучи најмање једног сина, што је допринело преношењу заната са колена на колено и стварању занатских породица. На тај начин, надимци које су добили због заната прерасли су чак и у њихова презимена.

## Знаменитости
У оквиру Старе скопске чаршије се налази велики број објеката првобитно изграђених у време када је Скопље припадало Османском царству, али и раније. Неки од најзначајнијих објеката који и данас постоје су:

### Душанов мост
Душанов мост или Камени мост је мост на реци Вардар који повезује трг „Македонија“ на десној обали и Стару скопску чаршију на левој обали реке. За његово постојање постоје два различита мишљења. Према првом, саграђен је у 6. веку, непосредно након разорног земљотреса из 518. године, за време владавине цара Јустинијана I. Друго мишљење је да је мост изграђен у другој половини 15. века, између 1451. и 1469. године, у време када је султан Османског царства био Мехмед II Освајач. Током векова претрпео је више промена, а обнављан је у време султана Сулејмана Величанственог, као и српског цара Стефана Душана. Током Другог светског рата мост је миниран, али после ослобођења града спречено је активирање динамита, те је мост спасен од рушења. Недавне промене и доградња рађене су у циљу довођења моста у првобитни изглед.
Мост је изграђен од травертинских камених блокова, окован гвозденим кукама и причвршћен ливеним оловом, ломљеним каменом, као и малтером. У свом првобитном стању, имао је 13 полукружних лукова, дужину од 213,85 m, те ширину од 6,33 метра. Данас, мост је проходан само за пешаке, али током историје био је отворен и за саобраћај. Сачуване фотографије показују да је Камени мост био у најбољем стању између два светска рата, кад су његов улаз с десне стране Вардара красили бронзани коњаници, које су током Другог светског рата уклонили и однели бугарски фашисти.
Мост је историјски познат као „Душанов мост“, у част српског цара Душана. Поред тога, познат је и као „Камени мост“, јер је изграђен од дробљеног камена. Сматра се симболом града и налази се на његовом садашњем грбу.

### Црква светог Димитрија
Православна црква светог Димитрија се налази у непосредној близини Каменог моста, на почетку чаршије са његове јужне стране и под Скопским калетом. Посвећена је великомученику, светом Димитрију Солунском. Из натписа на улазним вратима цркве сазнало се да се на месту данашње цркве у 16. веку налазио стари храм. Године 1727, црква се спомиње као катедрала, а током 19. века у њој је била смештена Скопска митрополија. Током тог периода, урађено је неколико дограђивања и реновирања цркве, која је данашњи облик добила 1896. године, када је освештана. Њен звоник, међутим, дограђен је у периоду од 1907. до 1908. године. Током 20. века, црква је била изузетно важна, а до изградње цркве светог Климента Охридског служила је као саборни храм неканонске Македонске православне цркве.
Храм представља тробродну цркву са апсидом. Објекат је изграђен од камена и малтера, а подељен је у два реда са три колоне. У унутрашњем делу налази се галерија, певница, те престо за владику. Црква је обогаћена и живописним мотивима, а на куполи је осликан Христос Пантократор. У предворју цркве налази се гроб првог поглавара неканонске МПЦ, Доситеја, док се код источног зида налази гроб другог, Ангеларија.

### Даут-пашин хамам
Даут-пашин хамам се налази на почетку чаршије, у близини цркве светог Димитрија. Изграђен је у периоду од 1489. до 1497. године, као наслеђе бившег везира Румелије, Даут-паше, али имена његових архитеката су и даље непозната. У пожару из 1689. године, хамам је оштећен, те био препуштен постепеном пропадању. Обновљен је 1948. године и адаптиран у Националну уметничку галерију. У земљотресу 1963. је оштећен, а по извршеној санацији продужио је рад у истој функцији. Данас је једини преостали објекат бивше „исламске тројке“, коју су још чинили џамија Ибни Пајко и Каравансарај.
Објекат има правоугаону форму, са малим безначајним проширењима на јужној и северној страни. Зидови објекта су масивни и садрже мале отворе са архитравом над луковима, на којима се налазе прозори и врата. Улазна врата се налазе на зидовима који су урађени са профилисаним плочама, а на западној страни фасаде хамама је отвор који је уоквирен мермером у којем се налази плоча са натписом. Унутрашњост је прекривена са 13 купола различитих величина, од којих се издвајају две највеће на западној страни, док су осталих 11 насумично распоређене над другим деловима хамама. У објекту има 15 просторија, које се осветљавају звездичастим отворима на куполама покривеним стаклом. Унутрашњост је у горњим деловима малтерисана и декоративно обрађена рељефима исламских мотива. Нарочито се истиче „пета фасада“ покривена куполама разних димензија, које наговештавају унутрашњи садржај објекта. Хамам је имао два одвојена улаза, један за мушкарац и један за жене. У складу са исламским канонима, ови улази се нису налазили на истој страни.
Према причама, Даут-пашин хамам никада не би био стављен у употребу као хамам, за шта постоје две легенде. Према једној, за загревање купатила биле су потребне велике количине дрва за огрев, које нису могле бити пружене, јер је шума на планини Водно била уништена, те би недостатак огрева спречило пуштање објекта у рад. Друга легенда везана је за ћерку Даут-паше, која је пре отварања посетила хамам, где ју је ујела змија отровница, те је умрла. Затим је Даут-паша наредио да се хамам затвори и никада више не користи.

### Споменик Скендербегу
Споменик Скендербегу се налази на улазу у чаршију, преко пута Даут-пашиног хамама и у непосредној близини Капан хана. Дело је албанског вајара Томе Томаја и представља споменик средњовековног албанског вође Ђурђа Скендербега. Направљен је од бронзе, висок је 5,5 m, а тежак 2,7 тона.
Постављање споменика Скендербергу у Скопској чаршији је дуго времена била контроверза. Тадашњи председник општине Чаир, Изет Меџити, као иницијатор пројекта, није имао одобрење за постављање споменика које издаје Министарство културе, нити се са том идејом слагао тадашњи градоначелник Трифун Костовски, као и неке опозиционе странке у земљи. Савет Скопља је дао подршку изградњи споменика, а Владини извори су потврдили да ће њихови представници учествовати у церемонији постављања споменика заказаног на Дан албанске националне заставе, али само ако се буду поштовале законске процедуре.
Непосредно испред споменика Скендербегу, код Булевара „Гоце Делчев“ и поред моста који повезује Даут-пашин хамам и цркву светог Димитрија са остатком чаршије, дана 17. јануара 2012. године је постављен камен темељац за изградњу трга „Скендербег“. поменик је откривен 28. новембра 2006. године, и том приликом је организована свечаност на којој су присуствовали високи представници из Републике Македоније и иностранства. Трг ће се простирати од робне куће „Илинден“ до објеката Даут-пашиног хамама и Македонске опере и балета.

### Капан хан
Некадашњи каравансарај и конак Капан хан налази се у унутрашњости чаршије. Саграђен је у другој половини 15. века, по налогу трећег турског управника, Иса-бега Исаковића. Први пут се помиње у вакуфнаму Јаја-пашине џамије из 1506. године. Кроз историју, одиграо је значајну улогу у развоју трговине, будући да је био место где су ноћивали трговачки путници из многих удаљених места. Хан је уништен у земљотресу 1555. године, затим у пожару из 1689. године, те је обновљен на прилично једноставан начин, са дрвеним конструкцијама, а од првобитног здања сачуван је само доњи спрат. Као хан, објекат је служио све до Другог светског рата. У земљотресу из 1963. године, хан је скоро потпуно уништен, а обновљен је и поново пуштен у употребу 1974. године. Данас, у њему се налазе продавнице, ресторани и пословне канцеларије.
Зграда је правоугаона грађевина површине 1.066 m², затворена са све четири стране, са великим двориштем у средини. Има укупно 44 просторије, које су служиле за смештај путника и трговаца са својим караванима. Собе су поређане у низовима и налазе се у приземљу и на спрату, са све четири стране. На спрату се налази дрвени трем на све четири стране, на чијим дрвеним стубовима је подигнут кров. У хан се улази кроз два улаза, на јужној и северној страни, а врата су направљена од дрвета. Део чаршије около хана звао се Капан чаршија, а чесма испред хана названа је Капан чесма.
Хан је добио име од арапске речи „капан“ (арап. kabban), која се односила на велику јавну вагу, која је била смештена испред његовог улаза и служила за мерење стоке.

### Мурат-пашина џамија
Мурат-пашина џамија се налази у средишњем делу чаршије, у непосредној близини Чифте хамама. Према натпису на мермерној плочи изнад улазних врата у џамију, на арапском је објашњено да је иста подигнута негде око 1802. и 1803. године, будући да је претходно изгорела у пожару из 1689. године. Спроведена су истраживања која су потврдила да се на месту данашње Мурат-пашине џамије налазио један објекат, чији су остаци зидова откривени. Последњи пут, џамија је реновирана крајем 20. века, у сарадњи скопског муфтијства и Завода за заштиту споменика културе Републике Македоније.
Поред минарета, џамија је релативно нови објекат и припада османском барокном стилу са применом неокласицистичких исламских елемената. Објекат је у облику квадрата и прекривен је кровом на четири свода. Поред главног улаза, постоји и улаз који се налази на северној страни. Унутрашњост џамије садржи дрвену таваницу, галерију (махвил), махриб и говорницу (мимбер), која се сматра карактеристичним елементом османске барокне архитектуре. У дворишту џамије се налази шадрван изграђен 1937. године. Пронађени су и остаци гробља, односно три надгробна споменика. Прва два датирају из 1741. и 1790. године, док је на трећем тешко одредити датум.

### Чифте хамам
Бивши Чифте хамам се налазио у средишњем делу чаршије, тачније између Мурат-пашине џамија и Сули хана. Чифте хамам је Иса-бег Исаковић изградио средином 15. века у циљу обезбеђивања средстава за финансирање његове задужбине у Скопљу, медресе Иса-бега Исаковића. Теже је оштећен у земљотресу из 1963. године, али касније је обновљен и данас представља уметничку галерију.
Објекат је редак пример на Балкану са великим архитектонским вредностима, које данас не могу доћи до изражаја, јер је готово у потпуности окружен продавницама. Саграђен је од камена, цигле и малтера. Чифте хамам је по типу изградње двојни хамам (тур. çift што значи парни, двојни, дупли). Изграђен је уздужно, тако што се мушки и женски део састављају у простору за купање, док се гардеробе налазе на крајевима.
У оба дела је ритуал купања био исти. Од гардеробе се улазило у просторију за аклиматизацију из које се улазило у помоћне просторије; у женском делу депилација и тоалет, а у мушком делу берберница и тоалет, те у главну просторију за купање. На средини ове просторије је био постамент од камена на којем се лежало у циљу утопљавања и масаже. Ово место се у женском делу називало „ружа хамама“. Око овог централног дела су постојале три просторије у којима је била висока температура, халвети. Поред зидова главне просторије и у халветима била су поплочана седишта и мермерна корита из којих се захватала вода за купање. Један од халвета у женском делу био је адаптиран за ритуално купање скопских Јевреја и у њему је уместо мермерних корита био базен.
Тренутно се у објекту Чифте хамама налази део поставке Националне галерије Македоније чије је седиште у објекту Даут-пашиног хамама.

### Сули хан
У непосредној близини Чифте хамама, те на улазу у чаршију код Бит-пазара, налази се бивши каравансарај. Изградио га је у првој половини 15. века Исак-бег, те га као његово завештање оставио Шареној џамији. Хан се први пут помиње у документима из доба Иса-бега, сина Исак-бега, где су приказани прихода и расходи вакуфа Исак-бега. Током 16. века, његова намена је промењена, те су на доњем и горњем спрату отворене продавнице, углавном у власништву Јевреја. Хан је тешко настрадао у пожару из 1689. године, након чега је обновљен и наставио да служи као трговачки објекат. У земљотресу из 1963. године је скоро потпуно уништен, а касније и обновљен, по други пут. У хану је данас смештен Музеј Старе скопске чаршије, а од 1982. године и Ликовна академија. Објекат је, такође, део спора између Исламске Заједнице Македоније и Министарства културе Републике Македоније.
Објекат је типичан представник исламске световне архитектуре и својим обликом је највише сличан Куршумли хану. Основа објекта представља квадрат и заузима површину од 2.101 m². Саграђен је на исти начин као и други каравансараји, од исклесаног камена, редова цигле и слојевитог малтера. Састоји се од приземља и првог спрата са масивним зидовима и сводовима. Приземље је коришћено за складиштење робе, док су путници и трговци преноћивали на спрату. Трем је изграђен на 18 стубова, а собе су поређане у низу и распоређене на све четири стране. Постоје два улаза у хан, један на источној и један на западној страни, а главни је био онај на источној и у прошлости је испред њега текла река Серава. Оба улаза заштићена су редовима малих продавница, тако да се стиче утисак да је хан „увучен“ у простор између малих трговачких радњи.
У завету Иса-бега, хан се спомиње под именом „стари хан“. Назив „Сули хан“ потиче од турске речи сулу (тур. sulu) што значи воден. Разлог за називање овог хана воденим, лежи у чињеници да је некада поред источне стране хана протицала река Серава.

### Безистан
Скопски безистан се налази унутар чаршије, непосредно изнад западног улаза у Сули хан. Изграђен је у 15. веку, за време Исак-беговог управљања Скопљем, те је убрзо постао центар трговине у граду, око којег је настала чаршија. Током времена стекао је више функција, које су зависиле од величине и потребе града. Као последица пожара из 1689. године, безистан је потпуно уништен. Из натписа на плочи која је постављена на улаз, сазнаје се да је обновљен у периоду од 1899. до 1900. године уз помоћ Хусеин-бега, Осман-бега и Јашар-бега. Од тада, изглед скопског безистана није се мењао.
За првобитни изглед безистана нема поузданих података, мада се помиње у списима неколико путника, међу којима је и Евлија Челебија, који га је описивао у својим записима о Скопљу као низ повезаних уличица препуних малих дућана и радњи разних занатлија. Први конкретни подаци добијени су у оквиру обнове новог безистана 1964. и 1965. године, када су откривени остаци зидина старог безистана, његови темељи и два стуба. Према резултатима, безистан који је саграђен у време Исак-бега био је око једног метра испод данашњег безистана и имао је зидове „дебеле“ око 2,6 м. Припадао је групи засвођених безистана, пошто је био покривен са више купола.
У свом садашњем облику, безистан представља камену грађевину са правоугаоним објектом, на којег су значајно утицале западне архитектуре. Садржи четири улаза, која се налазе у централним деловима зидова на све четири стране. Унутрашњост се састоји од система улица које воде до двоспратних продавница, које су прекривене дрвеним кровом. Будући да су се у безистану за време Исак-бега претежно продавали производи од платна, тако је настало и само име, јер „безистан“ је сливеница арапског „без“ (арап. bezz) што значи „платно“ и персијског „истан“ (перс. (i)stan), што значи „продајно место“.

### Џамија Ћосе Кади
Џамија Ћосе Кади се налази у близини Безистана. Не постоје прецизни подаци када је ова џамија изграђена, али се претпоставља да саграђена током 18. века. Претрпела је огромну штету у земљотресу из 1963. године, иако је претходно била запостављена, служећи као складиште. Реконструкција је почела 1992. године, на основу нацрта који је припремио Архитектонски факултет Универзитета у Скопљу, а пројекат је финансирала Исламска верска заједница у Македонији. Џамија је поново отворена 1996. године.
Архитектура џамије је необична, јер се објекат састоји од приземља и првог спрата. У приземљу се налазе продавнице, а молитвена соба, односно џамија у правом смислу те речи, налази се на спрату.

### Црква светог Спаса
Црква светог Спаса смештена је на простору источно од скопске тврђаве. Изграђена је средином 16. века, на темељима старије цркве, чије постојање је потврдила пронађена фреска на јужном зиду након земљотреса 1963. године. Црква је претрпела велику штету у пожару 1689. године, након чега је обновљена. Године 1824, завршен је иконостас цркве, а 1867. године мање иконе за цркву израдио је Дичо Зограф. Данашњи изглед црква је добила током 19. века.
Карактеристично за ову цркву је то што је приликом изградње морала да буде укопана у земљу до пола, јер османске власти нису дозвољавале да цркве буду више од џамија. У унутрашњости цркве налази се иконостас, који се сматра ремек-делом. Црква је дугачка 6, а широка 10 m, док се на плафону налази позлаћени „змијски крст“ заједно са иконама Богородице и Јована Крститеља. Иконостас је подељен на пет хоризонталних зона, на којима се налазе мотиви геометријских облика, флоре и фауне, те сценâ из Старог и Новог завета. На иконостасу се налазе многобројне иконе, подељене у два реда. Поред тих икона, црква обилује другим икона ван иконостаса. У западном делу цркве изграђена је галерија за жене, а у њеном предворју се налази мермерни саркофаг у коме се чувају мошти македонског револуционара Гоцета Делчева. У конаку цркве данас је смештен Завод за заштиту споменика културе града Скопља.

### Музеј савремене уметности
Музеј савремене уметности налази се на брду „Кале“, у непосредној близини тврђаве. Идеја за оснивању музеја настала је након земљотреса из 1963. године, када су из солидарности међународне организације, музеји и појединци поклањали велики број уметничких дела Скопљу. Како би се сви дарови сместили на одговарајуће место, 11. фебруара 1964. године донета је одлука да се оснује Музеј савремене уметности. Број донација и поклона повећани су током година, а у периоду од 1966. до 1970. изнајмљен је галеријски простор за одржавање изложба. Због велике потребе, 1969. године почела је изградња зграде музеја, која је званично отворена 13. новембра 1970. године. Данас, овај музеј је једина институција у Македонији која прикупља и обрађује документацију везану за македонску уметност, а такође и једина институција у којој се приказују историјски филмови од великог значаја.
Објекат музеја заузима укупну површину од преко 5.000 m², а састоји се од три повезане зграде, у којима се налазе сале за привремене изложбе, стални изложбени простор, сала за предавања, библиотека, архива, као и друге просторије. Спољне површине око Музеја служе за спровођење скулпторских пројеката. У просторијама музеја одржавају се изложбе македонских и страних уметника, дебате, дискусије са уметницима, филмске пројекције, као и друге културне манифестације. Музеј, исто тако, располаже са драгоценом међународном збирком, која даје представу македонске савремене уметности.

### Вилајетски конак „Ућумат“ и Стара турска пошта
Вилајетски конак „Ућумат“ се налази у северном делу чаршије, поред зграде Старе турске поште, те у непосредној близини Мустафа-пашине џамија. Изграђен је крајем 19. века, а у њега је била смештена највиша вилајетска администрација, откако је 1888. у Скопље премештено седиште Косовског вилајета из Приштине, које је у граду остало до 1912. године. У овом периоду, у уметничко-занатској школи „Ислахана“ била је премештена штампарија косовског вилајета, која је била смештена у посебним просторијама конака. Објекат је претрпео тешка оштећења у земљотресу 1963. године, после чега је реконструисан, те сада служи као пословни простор. Објекат је изграђен у духу исламске архитектуре. Његова основа је у облику правоугаоника, а састоји се од приземља и првог спрата.
Стара турска пошта је смештена између вилајетског конака „Ућумат“ и Мустафа-пашине џамија, те насупрот тврђаве Кале. Зграда је саграђена крајем 19. века, о чему сведочи натпис на каменој плочи која је постављена изнад улазних врата. У време изградње, била је прва турска пошта у граду. Првобитно, објекат је имао правоугаону основу и састојао се од приземља и једног спрата, а касније је дограђен још један. Као последица земљотреса из 1963. године, зграда је оштећена, а током њене реконструкције уклоњен је претходно дограђени спрат.

### Музеј Македоније
Група објеката у оквиру Музеја Македоније се налази на крају чаршије, у непосредној близини Куршумли хана и под Скопском тврђавом. Музеј је национална институција Републике Македоније и један је од најстаријих музеја у земљи. Формиран је уједињењем археолошког, историјског и етнолошког музеја; археолошки музеј је најстарији и основан је 1924. године, те се та година узима као датум оснивања новооформљеног музеја. Године 1945, основан је Национални музеј Републике Македоније, а 1949. године посебна одељена су претворена у Археолошки музеј Македоније и Етнолошки музеј Македоније. Историјски музеј основан је 1953. године, само годину дана након оснивања Музеја Народноослободилачке борбе. Зграде у којима је данас смештен музеј изграђене су 1976. године, са којима су три музеја спојена 1984. године, а године 1991. додат је новонастали Одсек за уметност.
Музеј се простире на 10.000 m², од чега око 6.000 m² служи као простор за сталне и привремене изложбе. Главна делатност музеја јесте сакупљање, истраживање, складиштење, чување и приказивање историјске и културне баштине Македоније, те уједињење колекције из области антропологије, археологије, етнологије и историје уметности. У оквиру музеја постоји и лабораторија за конзервацију која се бави чишћењем, рестаурацијом и заштитом предмета, као и спровођењем хемијских и биолошких анализа, како би се продужио животни век предмета.

### Џамија Худаверди
Худаверди џамија се налази између Куршумли хана и Бит-пазара. Саграђена је у 16. веку, а кроз историју је била више пута срушена, док је последњи пут је обновљена 1995. године.
Зидови џамије су конструисани применом класичне османске технике, са четири реда цигле и једним редом малтера. Од првобитног изгледа објекта, очуван је једино трем на ком се налазе стубови, који доказују да су џамија и трем некада били покривени куполом.

### Џамија Хаџи Балабан
На простор између Куршумли хана и џамије Ђуканџик налази се џамија Хаџи Балабан. Претпоставља се да је саграђена у 15. веку, због тога што се на натпису на вратима помиње 1430. година. Данас, џамија је очувана у добром стању, али у измењеном облику, због бројних промена које су претрпеле штету кроз историју.
Кров џамије има правоугаони облик и направљен је од плочица, а испод њега се налази трем зграде, који чине два мермерна стуба са украсима на капителу и базису, што је доказ да је трем био прекривен сводом. У унутрашњости објекта пронађени су остаци сводне конструкције, што указује на то да се изнад молитвеног простора налазила купола. Минарет је висок и многоугаоног облика.

### Бит-пазар
Скопска пијаца Бит-пазар се налази на улазу у чаршију са њене северне стране, у близини некадашње главне северне порте. На месту на којем се налази пијаца пре се налазио средњовековни Доленград, као и манастирска ливада, на којој је у 11. веку манастир Светог Георгија организовао сваке године сајам поводом Ваведења Пресвете Богородице, а касније сваког петка и уторка. Током средњег века, пијачни простор се налазио ван зидина Доленграда, односно у близини северне капије, која је водила на „Царски пут“. Већ у првим вековима турске владавине, зидови су срушени, а сачуване су само продавнице унутар Доленграда, који данас представљају граничну линију чаршије у правцу север-југ. Данас, иако је задржана традиција куповине петком и суботом, због повећаних потреба становништва пијаца ради сваки дан.
Простор на коме се налази пијаца ограђен је, а у унутрашњости се налазе привремене тезге и продавнице. Као и у средњем веку, ни данас није дозвољена изградња сталних објеката, већ само изнајмљивање простора за трговање.

### Иса-бегова џамија
Иса-бегова џамија је смештена на простору северно од Султан-муратове џамије и насупрот пијаце Бит-пазар. Према натпису изнад главног улаза, џамија је саграђена 1475. године, као наслеђе трећег османског гувернера Скопља — Иса-бега Исаковића. Као и већина других објеката у и око чаршије, Иса-бегова џамија претрпела је велику штету током земљотреса 1963. године, приликом ког јој је срушен минарет. Касније, заједно са читавом џамијом, минарет је обновљен.
Објекат је представник ране цариградске архитектуре и изграђен је по узору на џамију Руми Мехмед паша у Истанбулу. Грађена је од тесаног кречњака и хоризонтално постављене цигле, са фасадом која се у горњем делу завршава дворедним венцима. Основа џамије покрива површину од 19 m² и покривена је са две велике куполе, које су обложене оловом. На улазу у џамију био је изграђен трем, покривен са пет малих купола и аркадним луковима, док се у задњем делу налази минарет висок 34 метра. На западној страни џамије налазе се дрвена врата, која су изрезбарена оријенталним мотивима. Међутим, у унутрашњости се налази мермерни саркофаг Хазнадората, књиговође Иса-бега. Испред џамије се налази платан који је посађен половином 15. века и под заштитом је државе као споменик природе, те се сматра да је стар колико и џамија. Поред платана, испред улаза у џамију се налази шадрван.
Некада је у Иса-беговој џамији било седиште Накшибендијског дервишког реда. Такође, ова џамија је поседовала библиотеку и медресу. Библиотека је бројала преко од 320 различитих рукописа, а Глигорије Елезовић описао ју је речима:
| „ | ...како по броју књига, тако и по њиховој различитости, ова библиотека може да се убраја у ред највећих библиотека 15. века. | ” |

## Некадашње грађевине

### Манастир Светог Георгија
У вези са манастиром Светог Георгија није познато много, а основни доказни материјали за тренутна сазнања налазе се у Богородичиној повељи цара Константина Асена из 1277. године, те у повељи из 1300. године српског краља Стефана Уроша II Милутина. Прихваћено је мишљење да се манастир налазио на територији брда „Богородица“, на коме се данас налазе Султан-муратова џамија и Сахат-кула, иако неки истраживачи верују да је читав манастир био на неком другом месту, а ту тврдњу подупиру са одређеним доказним материјалима. Сматра се да је овај манастир основао у 11. веку византијски цар Роман III. Према сачуваној повељи, манастиру је посвећена велика пажња, те су му даривани велики поседи, посебно у периоду између 11. и 13. века. Још од свог оснивања, манастирска администрација је започела да одржава вашаре на подручју манастирске ливаде, који су утицали на појачање економског развоја тог дела града. Познат је податак да су у оквиру манастира произвођене различите врсте млека, сирева и вина, а да је вишак продаван на вашарима. Манастир је постојао све до пада града под турску власт, а за могућу годину за његово рушење сматра се 1436, када је на његовом месту изграђена Султан-муратова џамија.
Манастир је био посвећен Светом Георгију, који је у народу био познат и као „Горгос“, што у преводу са грчког значи брз или лукав. Неки извори манастир помињу и као „Богородичин манастир“, према имену брда на ком се налазио.

### Турбе Исхак-бега
Турбе Исхак-бега је био смештен у близини сахат-куле. Претпоставља се да је изграђен средином 15. века, а вероватно је уништен масивним земљотресом из 1555. године, те пожаром из 1689. године. Објекат је изграђен по наређењу другог гувернера Скопља, Исхак-бега, који је сахрањен у њему после смрти. Завештање Исхак-бега, између осталог, подразумевало је и изградњу џамије, која се налази у близини. Данас, једино је основа делимично очувана, као и сам гроб Исхак-бега.
По облику, турбе представља објекат са осмоугаоном основом, изграђен од доста добро направљених заштитних камених блокова. Познато је да је изграђен у духу исламске архитектуре, али се не зна да ли представља отворени или затворени турбе.

### Хамам „Стара нова бања“
У непосредној близини комплекса зграда Универзитета „Св. Ћирило и Методије“, најстаријег и највећег македонског универзитета, те подно брда на ком су смештени Султан-муратова џамија и Сахат-кула, смештен је хамам „Стара нова бања“. Претпоставља се да је изграђен у 15. или 16. веку. Са изградњом универзитетских зграда промењено је окружење око хамама, а у земљотресу из 1963. године срушен је предњи део, у коме је била смештена свлачионица. Данас, од рушевине је очуван део просторије за купање, резервоар и огњиште.
Познато је да је хамам био прилично великих димензија, те да је припадао групи хамама у коме се могао купати само један пол. У свом оригиналном изгледу, објекат је имао велику куполу постављену преко осмоугаоног тамбура, која је као и друге куполе била прекривена црепом. На врху куполе налазила се лампа, која је служила за осветљавање собе за пресвлачење, која је осветљавана и помоћу прозорских отвора, који су два реда постављени на јужној и западној фасади. У централном делу објекта налазио се шадрван. Од остатака зидова, може се видети да је објекат био украшени са сталактитном орнаментиком.

### Џамија Ибни Пајко
Џамија Ибни Пајко је била део истоименог насеља и налазила се на периферији чаршије, у непосредној близини Даут-пашиног хамама. Не зна се тачно када је саграђена, али зна се да заслуге за њену изградњу има Ибни Пајко, који је покушао да придобије муслиманско становништво у граду, те да негује блиске везе са властима, како би добио што бољи положај у граду, због његовог трговачког посла. Објекат се у списима спомиње до 1946. или 1947. године, а вероватно је уништен током Другог светског рата или после њега. У марту 2009. године постављен је камен-темељац за изградњу нове концертне хале Македонске филхармоније, што је оспорила Исламске верска заједница, која је започету изградњу окарактерисала као незакониту, те додала да се на месту постављеног камена-темељца налазила џамија Ибни Пајко.

### Синагога Бет Јаков
Синагога Бет Јаков се налазила у јеврејском насељу, на почетку чаршије. Познато је да је обновљена током 19. века, а до темеља је уништена током Другог светског рата. Дана 11. марта 2000. године, синагога је освештана и поново отворена, али у згради Јеврејске заједнице у Скопљу.
У унутрашњости објеката налазио се очувани парохет (вео), који је красио свети ормар у коме се налазила Тора, и потиче из 5698. године према јеврејском календару, то јест 1937. године према грегоријанском календару. Данас, исти се налази у новој синагоги и има исту функцију као у прошлости. Такође, очуван је веома важан примерак пинкаса, који се у синагоги налазио у периоду од 1749. до 1913. године, а данас се може видети у Јеврејском историјском музеју у Београду. Пинкас је написан мешавином хебрејског и ладинског језика, а притом је кориштена варијанта јеврејског писма, закошено раши писмо. Његов садржај се односи углавном на хуманитарно-верске организације у Скопљу, синагогу, јеврејску организацију Хевра Кадиша, јеврејски закон Бикур холи и друго. У рукопису су записани статути, којима је регулисана наплата накнаде за чланове заједнице, и наводи се да су поменуте организације редовно помагале сиромашне новцем, храном, одећом, а посебно удовице и сирочад. Вођене су белешке и о путницима из Палестине, који су долазили у Скопље да прикупљају прилоге за Свету земљу. Значај пинкаса је тај да даје информације о економској ситуацији у јеврејској заједници у Скопљу, њен социјални рад, однос са суграђанима других националности и са Палестином.

### Ђуличер хамам и џамија Казанџилер
Хамам Ђуличер је био у непосредној близини Куршумли хана, односно на његовој југозападној страни. Подигао га је хоџа-Муследин у другој половини 15. века. Објекат је служио за купање све до катастрофалног пожара из 1689. године. Слично као и Казанџилер џамија, хамам је у потпуности уништен у земљотресу из 1963. године, а данас су на његовом месту само остаци зидова. У народу, хамам је био познат под именом „Кури хамам“, што у преводу са турског значи „суво купатило“.
У прошлости, џамија и хамам, заједно са Куршумли ханом, чинили су једну целину, од које је данас једино преостао Куршумли хан, који је обновљен после делимичног уништења у земљотресу.
Казанџилер је некадашња џамија која се налазила у самој чаршији. Познато је да су је изградили током 17. века казанџијски еснафи, који су се у то време налазили у чаршији, те да је била скромно изграђена. Џамија је уништена у земљотресу из 1963. године.

### Араста џамија
На простору између Безистана и Куршумли хана налазила се Араста џамија, која је била једна од првих значајних џамија око којих је створена чаршија. Претпоставља се да је саграђена у 15. веку, када су изграђене најстарије џамије у Скопљу. Најстарији подаци у вези џамије пронађени су у сиџилу из 1699. године, у ком се напомиње да је од завештања Јигит бега морало сваки дан 8 акчи да иде у џамију. Познато је да џамија обновљена у 18. веку, те да је била потпуно уништена у земљотресу из 1963. године. У априлу 2010. године, Исламска верска заједница у Македонији почела је рестаурацију објекта, коју је Национални конзерваторијски центар Македоније окарактерисао као незакониту и без дозволе. Поред тога, директор Националног конзерваторијског центра изјавио је да је почетак обнављања изазвало велику штету, те да су тиме уништени последњи остаци некадашњег објекта.
Име „Араста“ је назив који су добијале велике и важне чаршије у градовима, а међу њима и велике, као и важне џамије. Сходно томе, претпоставља се да је џамија име добила по некадашњој чаршија „Араста“ која се налазила у Старој скопска чаршији.

### Јигит-пашина џамија
Јигит-пашина џамија се налазила на простору чаршије, и у време њене изградње била је најстарија џамија у Скопљу и уопштено на Балкану. Спомиње се да ју је изградио османски освајач Скопља паша Јигит бег године 1445, на место на ком се налазила црква св. Врачи. Џамија је уништена током бомбардовања Скопља 1943. године, након чега је остао само њен минарет, који је разорен у земљотресу из 1963. године.
Унутар џамије сахрањен је паша Јигит бег, а његов гроб и даље постоји. У непосредној близини гроба се налазио извор из кога је, према веровању, текла лековита вода. У част паше Јигит бега, који је познат и као Медах-баба, вода је позната као „Медах-бабина вода“ и сматра се да је постала лековита након што ју је он посветио. Такође, Јигит-пашина џамија је позната и као Медахова џамија.

## Заштита
Закон о Старој скопској чаршији Собрање Републике Македоније донео је 13. октобра 2008. године, а чаршија је проглашена културном баштином од посебног значаја и од тада је под сталном заштитом државе. Са усвајањем овог закона омогућено је трајно очување вредности и аутентичности чаршије, стварање повољних услова за опстанак и очување интегритета свих података, ширење знања о њеним вредностима, њена квалификација да служи културним, образовним, научним и другим потребама грађана, те спречавање активности које могу проузроковати штету или деградацију. Такође, направљен је и детаљан опис чаршијских границâ, а одређене су и три контакт зоне на њеном простору. У Закону се наводи да Стара скопска чаршија не сме променити постојећу урбану структуру, да се гради или увози индустријска опрема која доприноси различитим облицима загађења, да се не подижу меморијални споменици и спомен знаци који нису повезани са настанком и развојем чаршије, да се не врше ископавања темеља и подрума, те да се не врши никакви грађевински радови без претходног извршења археолошког истраживања. Почетком 2010. године започето је спровођење петогодишњег програма за ревитализацију чаршије, који има за циљ да обнови објекте, подржи занате, као и остварење привредног и културног развоја на подручју чаршије.
Крајем 2008. године представљен је пројекат за прикупљање података за сваки објекат у чаршији. Пројекат покрива око 600 објеката, а прва фаза се састоји од издавања личне карте за сваки објекат. Крајњи циљ пројекта је био да обезбеди документацију са бројним подацима и њихово укључивање у Детаљни урбанистички план чаршије, али и успостављање мера за обнављање објеката у њиховом простору.
Програм за ревитализацију Старе скопске чаршије почео је да се реализује у фебруару 2010. године, а очекује се да буде завршен 2015. године. Програм предвиђа рестаурацију фасада старих кућа, подршку занатима и постизање економског развоја, организовање туристичких тура, изложби, концерата и других културних манифестација, те израду одредбе за заштиту објеката и задржавање аутентичности. За спровођење програма је одговорна Влада Републике Македоније, заједно са шест надлежних министарстава.
У новембру 2010. године, најављена је измена Закона због чињенице да се чаршија налази на граници између општинâ Центар и Чаир. Овом приликом, министарка културе Републике Македоније, Елизабета Канческа Милевска је изјавила да ће се сви аспекти који се односе на заштиту чаршије бити интегрално развијени у посебном Детаљном урбанистичком плану.

## Музеј Старе скопске чаршије
Музеј старе скопске чаршије се налази унутар Сули хана. Основан је као институција музеја града Скопља у мају 1983. године са задатком да прикаже историју, културне вредности и занате у чаршији. Делатност музеја је комплексна и састоји се од систематског истраживања и прикупљања предмета, обраде музејских збирки и стварања информативних ресурса за те збирке, приказивања колекција кроз сталне и повремене изложбе, као и заштите музејских предмета.
Укупна површина на којој је музеј смештен износи 473 m2, од чега 355 m2 служи као изложбени простор, док остатак чине пратећи објекти. Поставка музеја се састоји од археолошких и историјских дела, те ликовних и етнолошких галерија. Археолошки одељак приказује предмете добијене као резултат археолошких истраживања спроведених на подручју чаршије и тврђаве Кале које се односе на период од средњег века до периода османске владавине. Историјски одељак је отворен 1985. године и у њему се налазе фотографије, мапе, планови и табеле, које сведоче о развоју чаршије кроз историју. Уметничка галерија приказује уметничка дела познатих македонских сликара, који су се користили мотивима чаршије. Етнолошка секција има за циљ да покаже живот у чаршији кроз историју. Поставка, такође, приказује занате који су били најраспрострањенији на простору чаршије, међу којима су златарство, обућарство, кожарство, итд.